# François de Bassompierre
François de Bassompierre (Haroué, 12 aprile 1579 – Provins, 12 ottobre 1646) è stato un militare, diplomatico e cortigiano francese, maresciallo di Francia dal 1622.

## Biografia
Figlio di Cristoforo di Bassompierre (1547-1596), Francesco proveniva da un'antica famiglia nobile della Lorena, i Ravenstein, che aveva servito per generazioni i duchi di Borgogna e Lorena. Dopo essere stato educato con il fratello in Baviera e in Italia, fu introdotto alla corte di Enrico IV in Francia nel 1598. Quest'ultimo, grazie all'affabile comportamento, al fine spirito e alla propensione alla galanteria di Bassompierre, gli si affezionò.
Nel 1600 prese parte ad una breve campagna in Savoia, agli ordini del Lesdiguières, contro il duca Carlo Emanuele I e nel 1603 combatté in Ungheria contro i turchi nell'esercito dell'imperatore. Nel 1610 Enrico IV lo nominò membro del Consiglio di stato e lo mise a capo di un reggimento.
Dopo la morte del re, Bassompierre si guadagnò i favori della regina Maria de' Medici, che nel 1614 lo nominò colonnello generale delle truppe svizzere. L'anno successivo sostenne la regina madre nella sua lotta contro la nobiltà francese, ma quando lei entrò in conflitto con il figlio Luigi XIII, Bassompierre si schierò dalla parte di quest'ultimo. Nel 1617, ricevette il ruolo di governatore della Bastiglia da Luigi XIII. Aveva sotto il suo comando sessanta guardie svizzere e mantenne l'incarico solo una decina di giorni prima di cedere il posto al conestabile di Luynes. Contribuì all'allontanamento dei sostenitori di Maria de' Medici a Les Ponts-de-Cé nel 1620.
Tutto questo e il servizio svolto durante la nuova ascesa degli ugonotti nel 1621-1622 gli valsero la nomina il 29 agosto 1622 a Maresciallo di Francia. Nel 1621 era stato anche inviato in Spagna come ministro plenipotenziario, nel 1625 ebbe lo stesso incarico in Svizzera e l'anno successivo in Inghilterra: in tutte queste missioni si affermò come eccellente diplomatico. Dopo queste missioni diplomatiche tornò all'attività militare partecipando all'assedio di La Rochelle nel 1628. Si distinse poi in una campagna contro i ribelli della Linguadoca. Fu successivamente incaricato di raccogliere truppe in Svizzera. All'inizio del 1629 ebbe il comando dell'esercito francese che, presenti sia il re Luigi XIII che il cardinale Richelieu, condusse il 6 marzo alla vittoria sulle truppe di Carlo Emanuele I, duca di Savoia al Passo di Susa, vittoria che aprì all'esercito francese la città di Susa e l'intera valle verso la pianura padana. L'azione costrinse il duca di Savoia a rompere l'alleanza con la Spagna e a siglare cinque giorni dopo la pace di Susa.
In data non nota, fra il 1614 e il 1630, egli aveva sposato segretamente Luisa Margherita di Guisa, contessa di Eu, principessa di Chateau-Regnault, figlia del defunto Enrico, duca di Guisa e vedova di Francesco di Borbone-Conti. Luisa Margherita si era legata a Maria de' Medici, dalla quale aveva ricevuto molti favori, e partecipò nel 1630 ad un complotto ordito dalla regina madre stessa insieme al fratello del re Gastone d'Orléans e ad altri membri della nobiltà (il cosiddetto Parti dévot, cioè Partito devoto) Sventato il complotto, Richelieu ne punì i partecipanti: Luisa Margherita fu confinata nelle sue proprietà di Eu e Bassompierre, nonostante il suo brillante stato di servizio e il suo scarso contributo al complotto, fu fatto incarcerare il 23 febbraio 1631 alla Bastiglia, poi al confino, da dove uscì solo il 21 gennaio 1643, dopo la morte del cardinale.
Ritiratosi poi presso il castello di Tillières in Normandia, morì a causa di un colpo apoplettico mentre si trovava ospite del duca di Vitry.

## Condottiero e cortigiano
François de Bassompierre fu il perfetto modello di uomo di corte francese del suo tempo.
Fisicamente molto attraente, pronto e disinvolto di spirito, dedito al lusso, al gioco e all'amore, visse per il gusto e il piacere. Tuttavia, il rapporto con la principessa Margherita di Lorena fu un amore vero e ricambiato, e l'imprigionamento del marchese fu un colpo grave per entrambe. La coppia ebbe un solo figlio, Francesco de La Tour, che morì subito dopo il padre. Bassompierre, prima del matrimonio segreto con Margherita, aveva avuto da Maria di Balsac un figlio illegittimo, Luigi (nato nel 1610), che divenne vescovo di Saintes.